# رولاند غراب كينت
رولاند غراب كينت (بالإنجليزية: Roland Grubb Kent) هو لغوي أمريكي، ولد في 24 فبراير 1877 في ويلمنغتون في الولايات المتحدة، وتوفي في 27 يونيو 1952 في فيلادلفيا في الولايات المتحدة.